# Engelska parken – Humanistiskt centrum

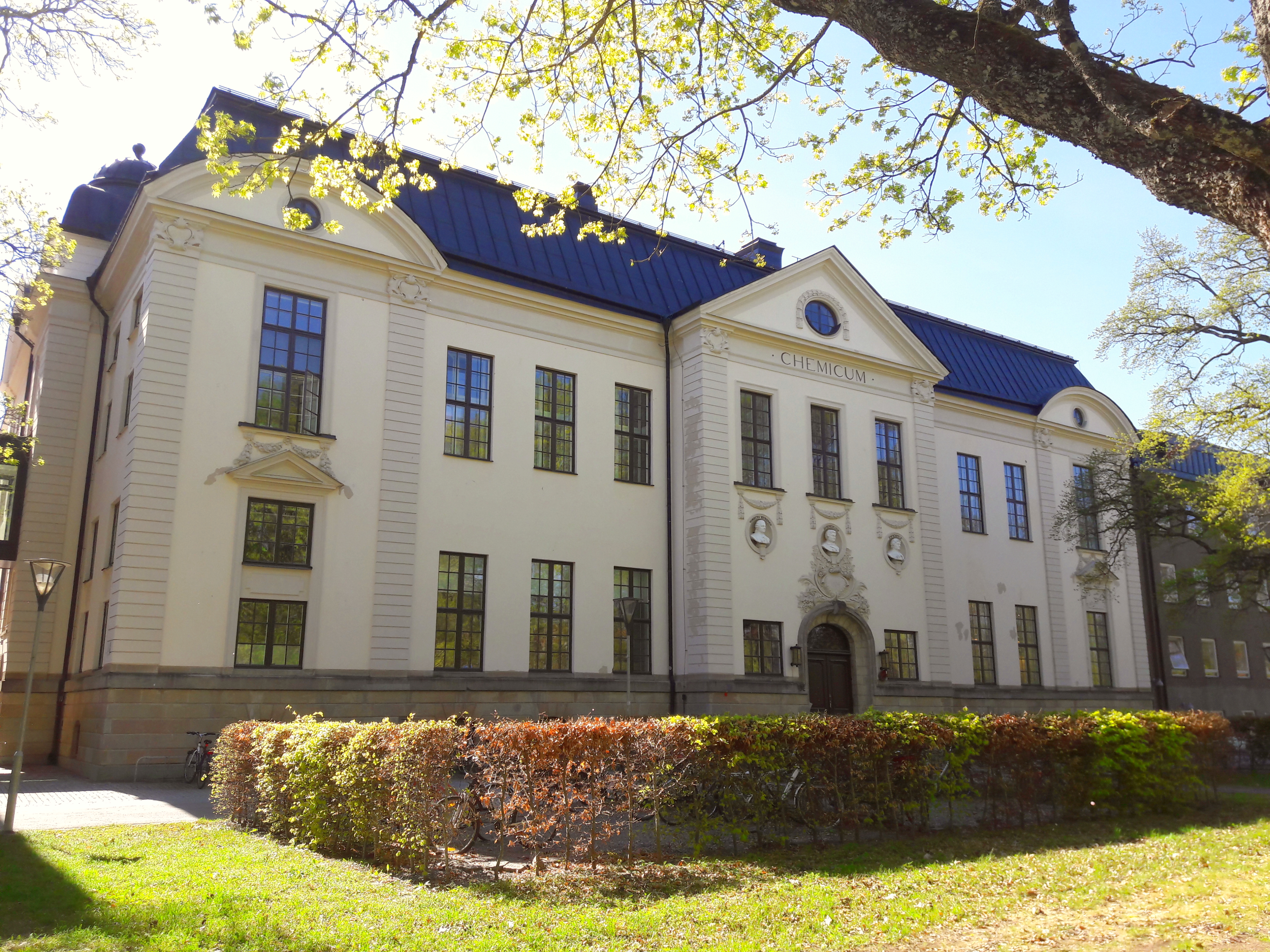
Gamla Kemicum (2018).

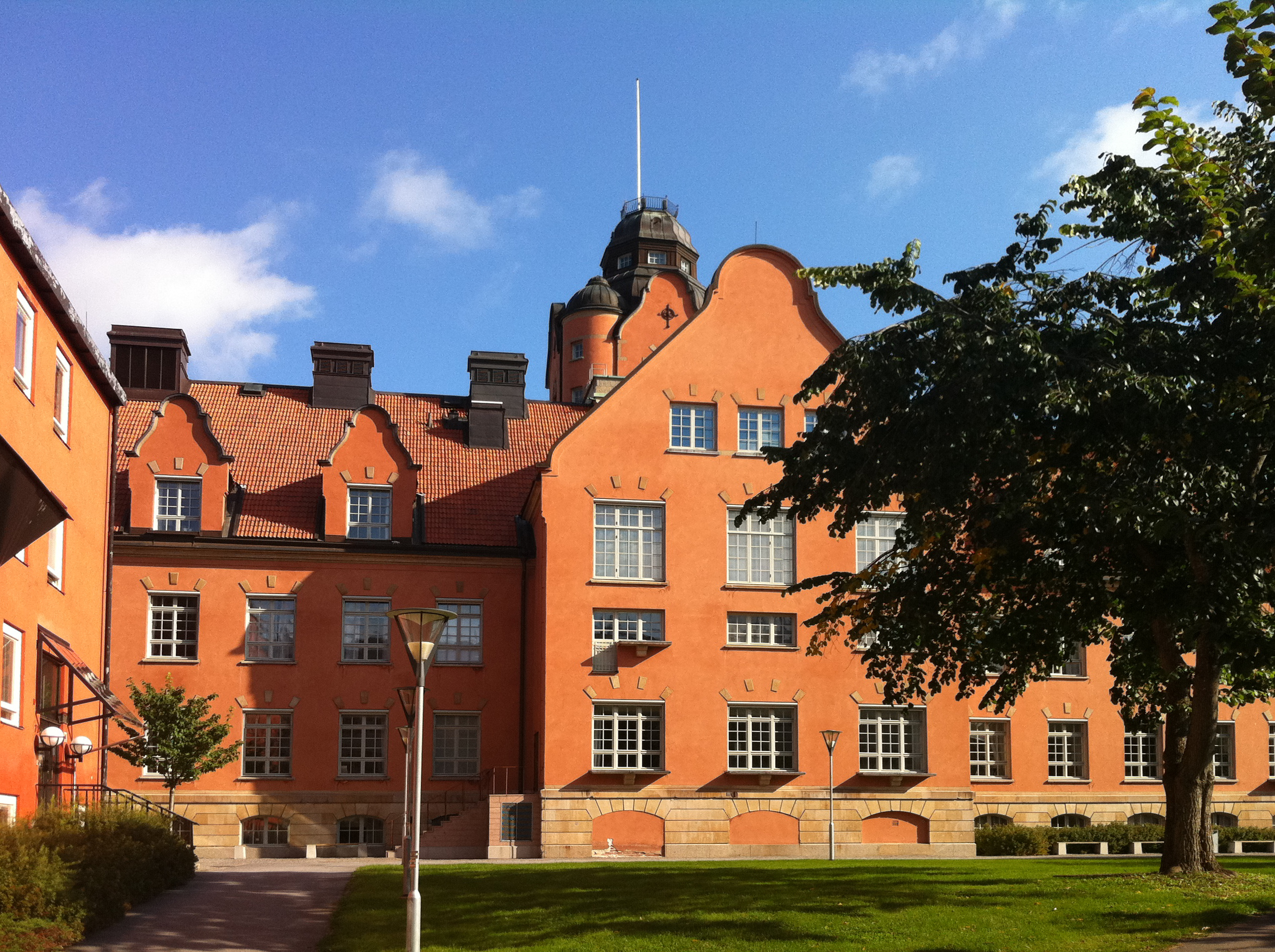
Gamla Fysicum (2012).

Engelska parken – Humanistiskt centrum är Uppsala universitets campusområde i Kvarteret Kemikum i Uppsala, begränsat av Villavägen, Thunbergsvägen, Engelska parken och Gamla kyrkogården. Här inryms institutioner inom teologi, humaniora och samhällsvetenskap samt Karin Boye-biblioteket. Ett urval av specifika fakulteter inkluderar teologiska, historisk-filosofiska och språkvetenskapliga fakulteterna samt Sociologiska institutionen (som tillhör samhällsvetenskapliga fakulteten). Även The Svedberg-laboratoriet (som tillhör teknisk-naturvetenskapliga fakulteten) har lokaler i samma byggnadskomplex (hus 4). Humanistiskt centrum inrättades år 2004. 

## Kvarteret Kemikum
Området bebyggdes ursprungligen (såsom kvartersnamnet antyder) av universitetets naturvetenskapliga institutioner, som här hade såväl laboratorier och undervisningssalar som tjänstebostäder. Under 1990-talet fram till 2003 flyttade dock flertalet av naturvetarna vidare till modernare lokaler på Biomedicinskt centrum (BMC), Polacksbacken och Ångströmlaboratoriet, och efter en renovering används lokalerna sedan 2004 som Humanistiskt centrum. Namnet kvarteret Kemikum kvarstår dock i stadsplanen. 
Fyra av kvarterets byggnader klassas idag som byggnadsminnen; 
- Philologicum, uppfört 1859.[1]
- Gamla Kemicum, uppfört 1904 efter ritningar av Ture Stenberg.[1]
- Gamla Fysicum, uppfört 1909 efter ritningar av Ernst Stenhammar. Omarbetad av Ture Stenberg.[1]
- Prefektvillan, uppfört 1912–1913 efter ritningar av Ernst Stenhammar.[2]

## The Svedberg-laboratoriet

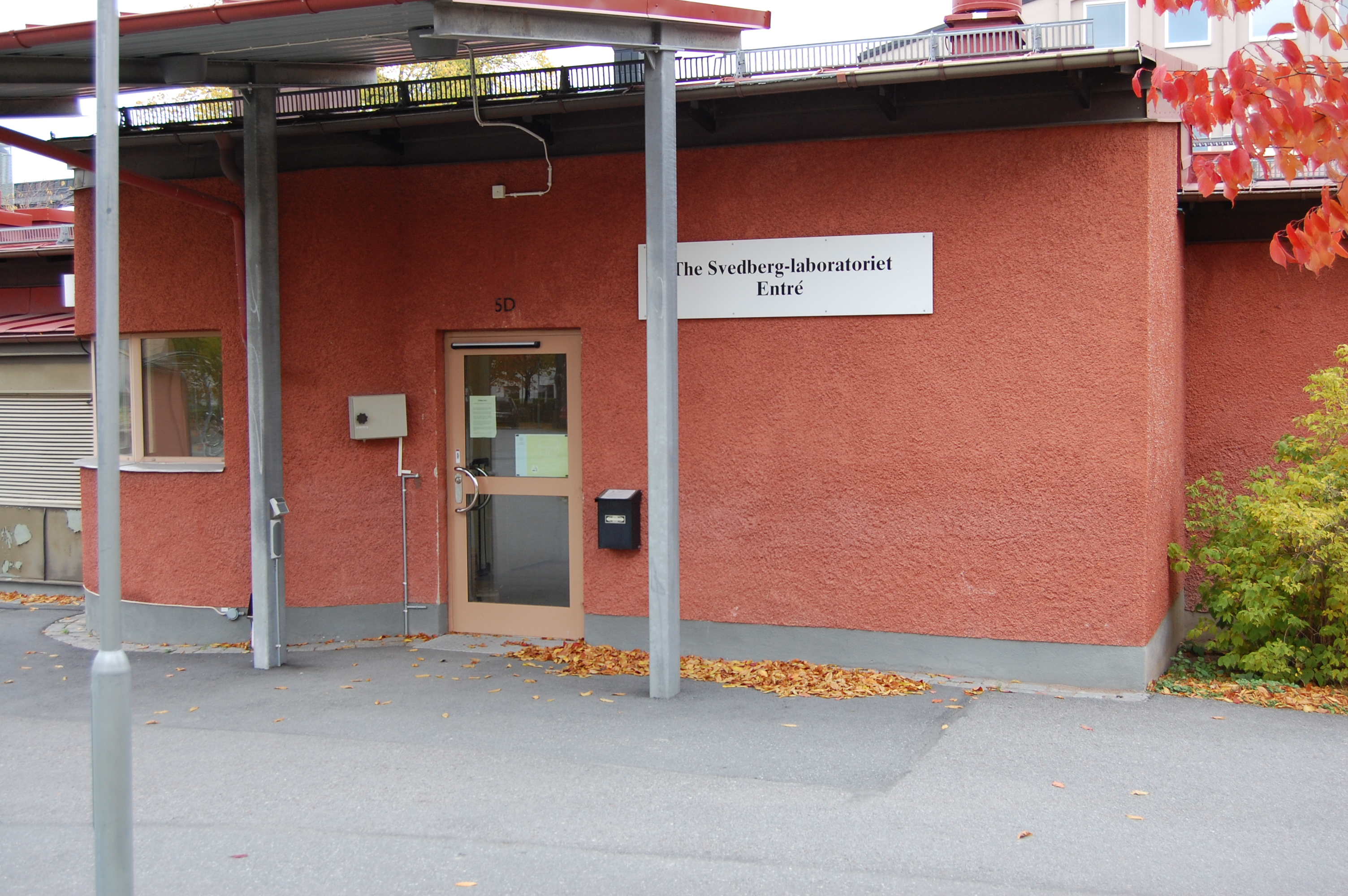
The Svedberg-laboratoriet (2016).

The Svedberg-laboratoriet (TSL) är ett nationellt forskningslaboratorium med inriktning på acceleratorbaserad forskning. Det inrättades vid årsskiftet 1986-1987 och är uppkallat efter kemisten The Svedberg. Laboratoriet har på senare år främst bedrivit protonterapi av cancer på uppdrag av Akademiska sjukhuset och Landstinget i Uppsala län, men eftersom protonterapin vid Skandionkliniken började i augusti 2015 avslutades behandlingarna vid TSL. Universitetsledningen beslutade därför att laboratoriet ska avvecklas.

## Institutioner
Följande institutioner finns på Engelska parken - Humanistiskt centrum:
- Arkiv, bibliotek och museer
- Arkeologi
- Centrum för genusvetenskap
- Engelska
- Filosofi
- Historia
- Hugo Valentin-centrum
- Idéhistoria
- Konstvetenskap, textilkunskap och kulturvård
- Kulturantropologi och etnologi
- Lingvistik och filologi
- Litteraturvetenskap och retorik
- Moderna språk
- Musikvetenskap
- Nordiska språk
- Socialt arbete
- Sociologi
- Teologi
- The Svedberg-laboratoriet